# VenusBlood -RAGNAROK-
『VenusBlood -RAGNAROK-』(ヴィーナスブラッドラグナロク)は 2016年12月22日にdualtailより発売されたアダルトゲームである。

## システム
『VenusBlood -FRONTIER-』（以下：『FRONTIER』）の続編である本作は、『FRONTIER』のシステムを強化したものであり、状態変化に「凶堕ち」が追加された。
これは、力を使用するたびに霊格が汚染される「フィンブルヴェト症候群」という病に関連しており、「凶堕ち」によって暴走した女神は主人公でもどうすることができないため、「凶堕ち」になる前に悪墜ちさせて「従属神」にする必要がある。
加えて、ロキの軍略によりルートが分岐する「軍事献策」というシステムが追加されたほか、新しいクラスとして回復専門のヒーラーが追加された。

## あらすじ
プロローグ
ロキが四柱の女神を従えて「浮遊樹大乱」をしずめ、アースガルズ皇国を樹立してから500年。
彼がいなくなったことにより、国内では神族と魔族の対立が激化し、内戦状態になりつつあった。
ロキの直系の子孫である主人公ヴァーリは、魔族の血を強く引いていたことから廃嫡され、神魔統一に動き出した。
オーディンの崩御により混乱が増す中、ヴァーリは先祖と同じ名を持つ少年ロキから女神を従属させる「聖樹の鍵」を授けられ、ロキを軍師に迎えた。

## 登場人物

### ヴァーリ軍
逆境の麒麟児 ヴァーリ・ラウフェイ
本作の主人公。ロキの直系の子孫だが、魔族の血を濃く引いていたことから、神族至上主義派によって廃嫡されたことをきっかけに神魔統一を決意する。
魔装「魔剣ティルフィング」は肉体ではなく、霊格およびその経路を切り伏せて相手の力を奪うものである。
華焔の近衛隊長 リンデ・ヴェズルング
声 - 三郷綾夢
ジークの妹で、ヴァーリ軍の近衛隊長を務める。
半ば押しかけ女房のような形でヴァーリの陣営に加わり、いつか彼の妻を夢見るも、彼が女神たちに注目しているため、少し焼きもちを焼いている。
使用する「竜の盾ズヴァール」は魔装ではないものの、神装や魔装の攻撃を防ぐほどの硬度を持つ。
少年軍師 ロキ
声 - ももぞの薫
ヴァーリに「聖樹の鍵」を授けた少年で、ヴァーリ軍の軍師を務めている。他人を見下したような態度をとるため、ヴァーリからはクソガキ呼ばわりされている。
聖樹の巫女 ノルン
声 - 花南
聖樹ディバインシャフトの守護者。もともと皇国元老院の一人だったが、祭祀長ヴェスラとの衝突によりヴァルハラの宮殿に軟禁されていたところをヴァーリに助け出された経緯を持つ。
上品だが、ヴァーリに手籠めにされないだけのしたたかさをもつ。

### 五人の女神たち
ブリュンヒルデ
声 -ヒマリ
善 - 光輝の戦女神/悪 - 誓いの戦后/凶 - 死を呼ぶ英霊器
ヴァーリの異母妹である戦乙女で、皇国の中央に位置するヴァルハラ地方を守護している。高潔ながらも心優しい性格をしており、異母兄ヴァーリよりも始祖となる女神の血が濃い。神装は始祖となる女神が用いていた剣を槍に作り替えた「天槍ニーベルング」。元々ヴァーリへの思慕の念が強く、悪堕ち後は彼とのつながりを強めようとし、堕落するにつれて身に秘めた力が強まっていく。
凶堕ち時は、死者を英霊として召喚する戦乙女としての性質と、異母兄に対するゆがんだ愛情が強まる。
ファナ
声：有賀桃
善 -猛き天雷将/悪 -獄雷の隷嬢/凶 -
皇国の南方にある樹海ヘルグリンドを守護する女戦士で、神竜種と女神の血を引いている。
アマゾネスを率いる男勝りの人物として知られる、かわいいドレスをコレクションする一面を持つ。
悪墜ち後は自らの少女趣味を解放し、人前でもかわいらしいドレスを身にまとう。また、マゾヒズムにも目覚めており、天雷将としての体面を保つ一方、裏ではヴァーリになじられて喜ぶようになった。
フローラ
声：梅椿鬼
善 -恵みの慈母/悪 -後宮の淫母/凶 -
皇国の有数の穀倉地帯である中原ギムレーを守護する女神。豪族同士の争いを治めた実績を持つほか、有力豪族の子息を養子に迎え、婚姻関係を結んだ。
面倒見がよく母性的な性格をしていると同時に、怒ると怖い人物でもあり、彼女の持つ神装「轟羅棍グリンブルスティ」は、一振りで地震を起こす代物である。
貞操帯による調教により悪墜ちした後は、自らの淫らな本性を解放し、ヴァーリの僕として後宮（ハーレム）の運営に当たり、自ら選んだ娘たちが快楽に浸る様子に楽しみを見出している。
ウルル
声 - 渋谷ひめ
善 -希望の偶像神/悪 -/凶 -嬌悦の舞踏神
皇国の北部に位置する雪国ヨーツンヘイムのアイドル女神。女神としての経験は浅いが、歌や踊りで信仰心を集めている。また、ヨーツンヘイムの国力強化のかなめである、古代ゴーレム技術の発掘・分析事業を全面的に応援している。
アナル調教によって悪墜ちした後は露出癖に目覚め、淫靡な衣装を身にまとうようになった。また、独特なシャーマニズムに基づいた儀式によって国民からの信頼を保っている。
ナンナ・オーディン二世
声 - 榊木春乃
善 -幼光の主神/悪 -放蕩の隷属神/凶 -
元老院の神族至上主義派が用意した女神。亡き先代オーディンの霊格が移植されており、神装も先代が使用していたものを小型化した「グングニル・ミニ」を使用している。
民の幸せを考える一方、まだ幼い子どもということもあり、遊びたいという年相応の気持ちを持っている。
悪墜ち後は、ヴァーリに反抗的な態度を見せるようになり、ヴァルハラ郊外の不良グループのまとめ役を務める。

### その他
元老院の祭祀長 ヴェスラ
声 - 手塚りょうこ
ナンナの育ての親兼教育係。神族至上主義を掲げ、神族と魔族の争いを盛り立てており、自らの主張を正当化するためにナンナに旧主神オーディンの霊格を移植したうえで祭り上げた。
淫魔の令嬢 シギュン
声 - 青井美海
フレイズマル家当主オッテルの後妻で、ファナの義母にあたる。色仕掛けで再婚にこぎつけた経緯から、ファナからは嫌われている。シギュンも良妻賢母を演じてファナを孤立させ、家を我が物にしようとしている。
霊眼の予言者 ヘルモーズ・エル・バルドル
声 -星空ユメ
ギムレーで魔族による国家「バルドル帝国」の樹立を目指す預言者の少女で、額に第三の目を持つ。ヴァーリを帝国の始祖にしたいと考えているが、相手にされずにいる。前向きで粘り強い性格から、慕う者も多い。
竜炎の勇士 ジーク・ヴェズルング
声 -笹崎こじろう
ヴァーリの盟友にして好敵手であり、リンデは妹に当たる。覇王ロキの影武者とされる人物を祖とするヴェズルング家の出であり、自身も魔竜種と高位魔族の血を引いている。
怜悧なる副官 レギン
声 - 手塚りょうこ
ジークの副官。冷静な性格をしているが、力を強めていくヴァーリに警戒感を抱いている。
爪嵐の謀将 ベルク・フリージ
声 -杏アオイ
500年前から続く名家出身の魔族で、魔族領ニズヴェリルの実力者。神族至上主義の台頭による魔族の迫害に危機感を覚え、ヴァーリとジークをはじめとする有力者を集めて魔族解放軍を結成してヴァルハラに殴り込み、霊格を開放した女神たちに敗れた過去を持つ。
樹海の蛇姫 ヨルム
声 -咲ゆたか
樹海で冬眠していた蛇姫で、戦乱の気配を察知して冬眠から目覚めた。ガサツで調子のよい性格をしており、面白半分で戦場を訪れる。
魔装は「昏き虹のビブレスト」を使う。
凍土の死神 ヘイムダル
声 - 今谷皆美
ヨーツンヘイムで死者たちを引き連れる謎の少女。顔の上半分を仮面で覆い隠している。
秘匿されし太古の神 ユミル
声 -ももぞの薫
極北の地の果てで眠る古代の女神。真装「ラグナロク」を持つ。

## 開発

### 背景
これまでのVenusBloodシリーズは世界観のみの継続だったのに対し、本作は『FRONTIER』の続編と位置づけられた。
『FRONTIER』は売れ行きもよく、ユーザーの評判もよかったことから、実験的な試みとして、続編である本作が作られた。
開発中のタイトルも『VenusBlood -FRONTIER-2』だったが、ナンバリングタイトルにすると前作を知らないユーザーが楽しめないという懸念があったことと、『GEARS of DRAGOON』の続編である『GEARS of DRAGOON2』の売れ行きが前作より劣ってしまったことから、現在のタイトルへと変更された。